# Svetilnik Blitvenica
Svetilnik Blitvenica je svetilnik na hrvaškem otoku Blitvenica, jugozahodno od otoka Žirije v Jadranskem morju. 
Zgrajen je bil leta 1872. Svetilnik je zgrajen iz pravilno izklesanih kamnitih blokov. Svetilnik je sestavljen iz pritličja, prvega nadstropja in podstrešja ter stolpa na jugozahodni strani, ki stoji visoko nad stavbo svetilnika v obliki osemkotne okrnjene piramide. Zgradba svetilnika se konča s podstavkom iz profiliranega kamna, na katerem je kovinska luč. Vhod v svetilnik je obdan s kamnito ograjo.